# Дёйфкен (судно, 1595)
«Дёйфкен» (нидерл. Duyfken — «маленький голубь») — трёхмачтовый пинас Республики Соединённых провинций. Построен по заказу компании Compagnie van Verre (предшественницы Голландской Ост-Индской компании) и спущен на воду в 1595 году. Принял участие в первой голландской экспедиции в Ост-Индию (1595—1597). После первой экспедиции переименован и во второй голландской экспедиции в Ост-Индию принимал участие под названием «Оверэйссел» (Overijssel).

## Название
Известно 7 судов под названием «Дёйфкен» (Duyfken — «маленький голубь») и «Дёйф» (Duif — «голубь»), принимавших участие в голландских экспедициях в Ост-Индию в конце XVI века, XVII и XVIII веках. Такое название небольшого судна, которое сопровождало флот более крупных грузовых судов, является либо аллюзией к библейскому голубю Ноя (Бытие. 8:8—12), либо на использование в качестве перевозчика почты, похожего на почтового голубя. Долгое время считалось, что «Дёйфкен», достигший берегов Австралии в 1606 году, и «Дёйфкен» первой голландской экспедиции в Ост-Индию, организованной в 1595 году, были одним и тем же судном.

## История

### Постройка
«Дёйфкен» построен в мае 1594 года в Амстердаме на верфи Эйленбург и пополнил флот компании Compagnie van Verre (предшественницы Голландской Ост-Индской компании). Судно было сравнительно небольших размеров: 20 м длиной, 6 м шириной и с осадкой 2,45 м и способно было развить скорость 4 узла (около 7 км/ч). Судно относилось к типу пинас, с тремя мачтами. Предназначалось для перевозки небольших, но ценных грузов. Выполнено в традиционной голландской технологии постройки судов, суть которой заключалась в особой технике обработки досок и способе их крепления («plank-first»).  Как и все голландские суда того времени имело сравнительно малую осадку для своих размеров, что давало преимущество при плавании на мелководье, выигрыш в скорости и позволяло обслуживать меньшим экипажем. «Дёйфкен» обслуживала команда из 20 человек.

### Участие
Первая голландская экспедиция в Ост-Индию отплыла в Ост-Индию из Тексела 2 апреля 1595 года. Это был небольшой флот из четырёх кораблей, оснащенный компанией Compagnie van Verre из Амстердама, состоящей из трёх торговых судов Mauritius, Amsterdam и Hollandia, в сопровождении «Дёйфкен» под командованием капитана Симона Ламбрехтса Мау (Simon Lambrechtsz Mau). 6 июня 1596 года «Дёйфкен» прибыл к острову Энгано, а 25 февраля 1597 года отправился в обратный путь от острова Бали. Это путешествие, которое длилось два года, было долгим и трудным, и во время путешествия было потеряно много жизней. Флот прибыл на рейд Тексела 11 августа 1597 года.

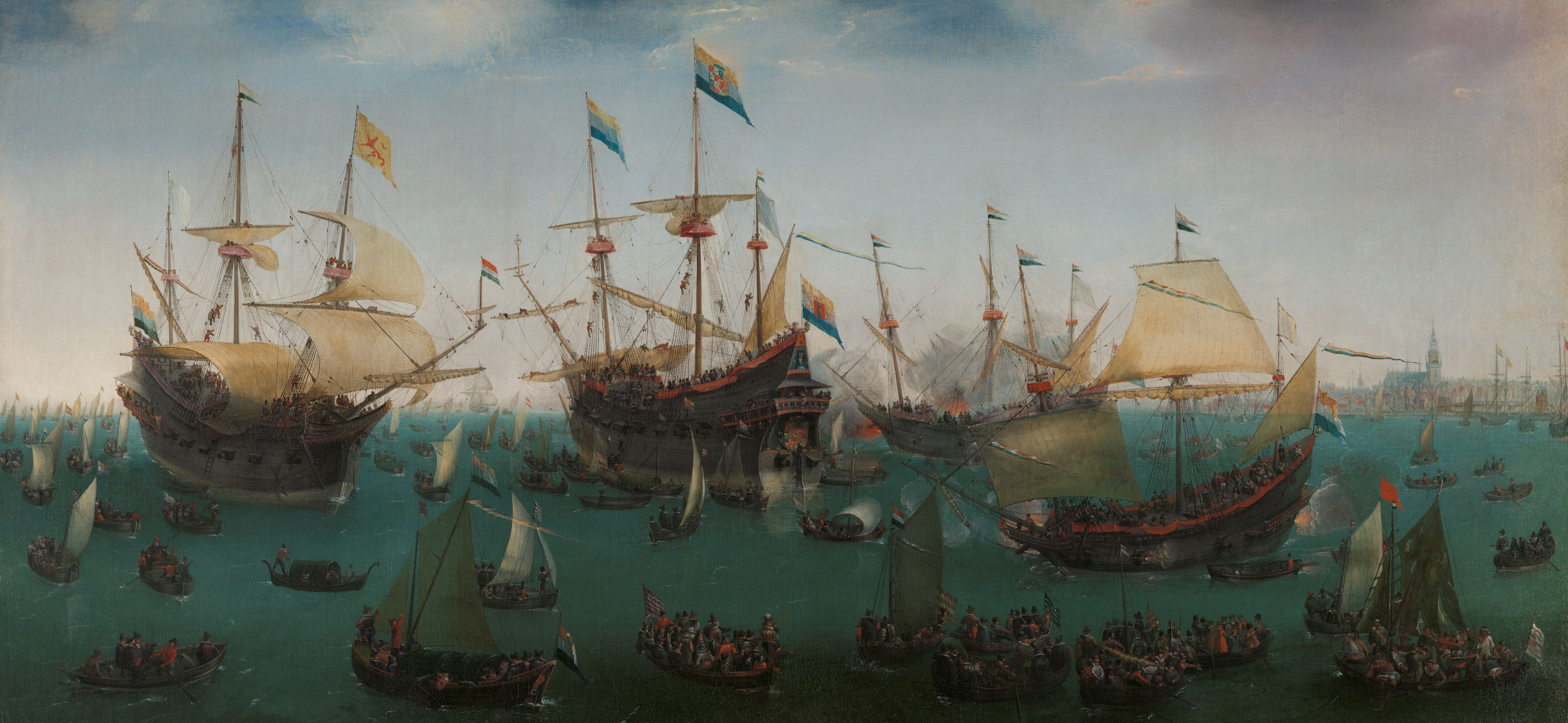
Возвращение флота Ван Нек, Якоб Корнелиус в июле 1599 года (картина Врoм, Хендрик Корнелис)

После возвращения «Дёйфкен» был переименован в «Оверэйссел». «Оверэйссел» под командованием капитана Симона Янса Хуна (Simon Jansz Hoen) принял участие во второй голландской экспедиции в Ост-Индию в составе флота из восьми судов под командованием адмирала Якоба Корнелиуса ван Нека, оснащенного компанией Oude Compagnie. Флот отплыл в Ост-Индию 1 мая 1598 года, прибыл в Бантам 26 ноября. Обратно из Бантама отплыл 12 января 1599 года и прибыл на рейд Тексела 19 июля.